# Quận Cobb, Georgia
Quận Cobb là một quận trong tiểu bang Georgia, Hoa Kỳ. Quận lỵ đóng ở thành phố Marietta 6 nằm ở trung tâm quận. Theo điều tra dân số năm 2000 của Cục điều tra dân số Hoa Kỳ, quận có dân số 607.751 người 2. Năm 2007, ước tính dân số quận là 714.692 người.
Quận được đặt tên theo Thomas Willis Cobb, đầu thế kỷ 19 là một hạ nghị sĩ và thượng nghị sĩ Hoa Kỳ đại diện cho Georgia. Marietta được đặt tên cho vợ của ông là Mary Moore Cobb.
Cobb được lập ngày 3 tháng 12 năm 1832 bởi Nghị viện Georgia từ quận Cherokee và phía tây bắc của sông Chattahoochee. 
Quận này thuộc một trong năm lõi chính của vùng đô thị Atlanta, vùng đô thị gồm Atlanta–Sandy Springs–Marietta.
Cục điều tra dân số Hoa Kỳ xếp hạng quận Cobb là quận có dân cư đạt giáo dục cao nhất ở tiểu bang Georgia và xếp thứ 15 trong các quận ở Hoa Kỳ về tiêu chí này. Quận này được xếp vào nhóm 100 quận giàu có nhất Hoa Kỳ.